# Jean Swiatek
Janek „Jean“ Swiatek (* 11. Dezember 1921 in Duszniki, Polen; † 17. Mai 2017) war ein französischer Fußballspieler polnischer Herkunft, der seine gesamte Profilaufbahn bei Girondins Bordeaux verbrachte und fünf Mal für das französische Nationalteam auflief.

## Leben und Vereinskarriere
Der 183 Zentimeter große Abwehrspieler Swiatek wurde zwar in Polen geboren, kam jedoch bereits als Kleinkind in die zu Frankreich gehörende Region Lothringen. Er lebte im vom Bergbau geprägten Blénod-lès-Pont-à-Mousson und begann im Jugendalter beim dort angesiedelten CS Blénod mit dem Fußballspielen. Dies tat der Minderjährige, der für den Sport das Rauchen aufgab, gegen den Widerstand seiner Eltern. Während des Zweiten Weltkriegs schickten ihn die deutschen Besatzer 1942 ins jenseits der Grenze gelegene Saarbrücken, wo er als Teil des Service du travail obligatoire Zwangsarbeit zu verrichten hatte. Im nachfolgenden Jahr konnte er jedoch entkommen und traf am 19. Mai 1943 im südwestfranzösischen Bordeaux ein.
Kurz nach seiner Ankunft in Bordeaux trat er 1943 in die zweite Mannschaft des großen Stadtvereins Girondins Bordeaux ein. 1944 rückte er in die erste Auswahl auf, die an der inoffiziellen Austragung der Meisterschaft teilnahm und somit faktisch der ersten Liga angehörte. Er wurde zum festen Bestandteil der Verteidigung und konnte sich in dieser behaupten, nachdem 1945 der reguläre Spielbetrieb wieder aufgenommen wurde und er nun auch offiziell in der höchsten nationalen Spielklasse antrat. Obwohl die Mannschaft 1947 den Abstieg in die Zweitklassigkeit hinnehmen musste, blieb der Nationalspieler seinem Verein treu und war 1949 am Wiederaufstieg beteiligt. Darauf folgte eine Spielzeit 1949/50 in der die Aufsteiger aus dem Südwesten mit deutlichem Vorsprung die nationale Meisterschaft gewannen, wobei Swiatek der Kapitän dieser Mannschaft war.
Ebenfalls 1950 stand die Mannschaft im Finale um die Coupe Latine und führte gegen Benfica Lissabon bis kurz vor Schluss. In der vorletzten Spielminute forderte der Kapitän einen Mitspieler auf, den Ball herauszuschlagen. Weil dieser das Spielgerät jedoch verlor und Lissabon den Ausgleich schaffte, wurde ein Wiederholungsspiel möglich, das die Portugiesen für sich entschieden. Wenngleich die Titelverteidigung nicht gelang und trotz guter Platzierungen kein weiterer Gewinn der Meisterschaft erreicht werden konnte, schaffte die Elf den Einzug ins nationale Pokalfinale 1952. Swiatek führte das Team aus Bordeaux auf den Platz, verpasste aber durch eine 3:5-Niederlage gegen den OGC Nizza einen möglichen Titelgewinn. Einige Zeit darauf fiel der Spielführer aus der ersten Elf, als er sich 1953 im Vorfeld einer Ligabegegnung gegen den FC Sochaux wegen einer leichten Knieverletzung nicht spielbereit fühlte und durch Jacques Grimonpon ersetzt wurde. Letzterer schaffte den Durchbruch, während Swiatek kaum noch berücksichtigt wurde. Daraufhin beendete er 1954 mit 32 Jahren nach 144 Erstligapartien mit einem Tor und 70 Zweitligapartien mit zwei Toren sowie weiteren inoffiziellen Erstligapartien seine Profilaufbahn.
Von 1954 bis 1955 trug der vormalige Profi das Trikot des Amateurvereins ESA Brive, ehe er in den späten 1950er-Jahren für einen Verein aus Saint-Jean-d’Angély auflief. Gemeinsam mit seinem früheren Teamkameraden René Gallice führte er in der Innenstadt von Bordeaux ein Sportbekleidungsgeschäft.

## Nationalmannschaft
Swiatek erhielt am 27. April 1932 im Alter von zehn Jahren die französische Staatsbürgerschaft und erfüllte damit die Grundvoraussetzung zur Aufnahme in die französische Nationalelf. Er war 23 Jahre alt, als er am 24. Dezember 1944 bei einem 3:1-Sieg gegen Belgien für diese debütierte. Dem folgten fortan gelegentliche Berücksichtigungen, unter anderem als er 1945 im Wembley-Stadion bei einer 0:3-Niederlage gegen die Engländer gegen deren Topspieler Stanley Matthews verteidigen musste und für seine Leistung anschließend im Kreis der Mannschaft beglückwünscht wurde. Zuletzt wurde er am 4. Juni 1950 bei einer 1:4-Niederlage gegen Belgien aufgeboten. Insgesamt wurde er in fünf Länderspielen eingesetzt, ohne einen Torerfolg verbuchen zu können. Zu einer Teilnahme an einer Weltmeisterschaft kam er nicht. Ein ihm 1952 in Aussicht gestelltes Comeback im Nationalteam scheiterte, als der Spieler trotz einer vorherigen Nominierung am Bahnhof in Paris allein zurückgelassen wurde.